# La Rose de fer
Pour plus de détails, voir Fiche technique et Distribution.
La Rose de fer est un film d'horreur français réalisé par Jean Rollin en 1973. 
Ce film est une illustration du thème de l'enfermement. Rollin s'est inspiré à la fois d'un poème de Tristan Corbière et de l'univers baudelairien.

## Synopsis
Lors d'un mariage, deux jeunes gens sont attirés par leurs regards. Lui, poète rencontre la jeune fille de ses rêves. Elle est belle et innocente. Lui est un jeune poète à l'esprit de bohème. Il récite un poème et ils se retrouvent ensuite dans le jardin d'une grande maison où a lieu ce mariage. Les amoureux se donnent rendez-vous un dimanche matin pour faire du vélo dans une gare de marchandises et finissent leur randonnée dans un cimetière où le jeune homme y tire son inspiration dans le silence. Entre deux poèmes, ils courent à travers les tombes. Ils s'embrassent et finissent par descendre à l'intérieur d'une tombe où ils vivent pleinement leurs passions. La nuit les surprend en sortant du caveau. Les malheureux n'arrivent plus à trouver la sortie. Ils sont fascinés par ce lieu de mort mais deviennent peu à peu déments, pensant qu'ils ne trouveront jamais la sortie et que cette nuit sera éternelle. Dans leur folie ils profanent un ossuaire et jouent avec un crâne. La femme se découvrant une âme de poète en arrivera à la conclusion que les morts du cimetière sont les seuls à être vraiment libres.

## Fiche technique
- Réalisation : Jean Rollin
- Scénario : Jean Rollin, avec un extrait d'un poème de Tristan Corbière
- Dialogues : Maurice Lemaître
- Photographie : Jean-Jacques Renon
- Musique : Pierre Raph
- Montage : Michel Patient

Film interdit aux moins de 18 ans

## Distribution
- Françoise Pascal
- Hugues Quester
- Natalie Perrey
- Michel Delesalle
- Mireille Dargent (sous le nom de "Dily D'Argent")
- Jean Rollin

## Autour du film
- Le film a été tourné au cimetière de La Madeleine d'Amiens.
- Le film est dédié à R.J. Chauffard.
- Selon les copies du film, Hugues Quester apparaît sous son propre nom ou sous celui de « Pierre Dupont. »